# Трансвааль (колонія)
25° пд. ш. 30° сх. д. / 25° пд. ш. 30° сх. д.
Колонія Трансвааль (англ. The Transvaal Colony, афр. вимова: [ˈtransfɑːl]) — назва, яка використовувалася для позначення регіону Трансвааль у період прямого британського правління та військової окупації між закінченням Другої англо-бурської війни в 1902 році, коли була розпущена Республіка Трансвааль, і заснуванням Південного Союзу Африка в 1910 році. Кордони Трансваальської колонії були більшими, ніж переможена Південно-Африканська Республіка Трансвааль (існувала з 1856 по 1902 рік). У 1910 році вся територія стала провінцією Трансвааль Південно-Африканського Союзу.

## Історія
Обидві бурські республіки, Південно-Африканська Республіка (ПАР) і Оранжева республіка зазнали поразки в англо-бурській війні і капітулювали перед Великою Британією. Мирний договір (Ферінігінзький договір) містив такі умови:
1. Щоб усі бюргери ПАР та Оранжевої республіки склали зброю та визнали короля Едуарда VII своїм сувереном.
2. Щоб усі бюргери за межами ПАР та Оранжевої республіки, після оголошення своєї вірності королю, були перевезені назад до своїх домівок.
3. Що всі бюргери, які так здадуться, не будуть позбавлені свого майна.
4. Жодного цивільного або кримінального провадження проти бюргерів за воєнні дії, за винятком дій, що суперечать звичаям війни. У таких випадках має бути негайний військовий суд.
5. Викладати голландську мову в школах і дозволити використання голландської мови в судах.
6. Щоб володіння гвинтівками дозволялося за ліцензією.
7. Щоб Військову адміністрацію якнайшвидше замінили представницькі установи, що ведуть до самоврядування.
8. Щоб питання про надання виборчого права місцевим жителям не обговорювалося до самоуправління.
9. Не вводити спеціального податку для покриття витрат на війну.
10. Щоб були створені різні комісії для розгляду та виплати дійсних претензій щодо воєнних витрат і для вшанування сценарію, виданого країнами ПАР та Оранжевої республіки під час війни. Комісія також годуватиме бездомних і допомагатиме у відбудові постраждалих від війни будинків. З цією метою корона погоджується на безкоштовний грант у розмірі 3 000 000 фунтів стерлінгів, а також на безвідсоткові позики на два роки, які будуть погашені під 3 відсотки протягом наступних років.

У 1902 році, коли після підписанняФеренінгського договору настав мир, нова колонія Трансвааль зіткнулася з переплетеними економічними та політичними проблемами, які необхідно було вирішити. Економічні проблеми, з якими зіткнулися, включали відновлення гірничодобувної промисловості до довоєнного рівня, а потім її подальше зростання з потребою в додатковій робочій силі, повернення бурів на їхні землі та збільшення сільськогосподарської продукції цих ферм. Політичне питання, з яким стикалися, залежало від того, на якому боці політики хтось стояв. Існуючі британські адміністратори під керівництвом Альфреда Мільнера бажали англізувати населення двома основними засобами. Перший шляхом збільшення англомовного населення Трансваалю, інший шляхом навчання бурських дітей англійської мови з дуже невеликим використанням голландської мови, а потім самоврядування. Політичними цілями бурів Трансваалю було відновлення самоврядування в колонії та політичного середовища, де домінували б бури.

## Репатріація та реконструкція
Коли війна закінчилася, британці зіткнулися з великою часткою бурських чоловіків як військовополонених, а їхні сім'ї були в концентраційних таборах.:269Оскільки британці дотримувалися в Трансваалі тактики випаленої землі, бурські землі, худоба та ферми були знищені.:266
Після закінчення війни необхідно було реконструювати «уряд» для нової колонії, і це було розпочато з призначення магістрату-резидента в кожному районі колонії, який став окружним комісаром, а помічник магістрату виконував юридичні та магістратські обов'язки області.:88 Римсько-голландське право було перекладено на англійську мову, щоб суди могли продовжувати роботу, деякі старі акти були скасовані, а влада Йоганнесбурга оприлюднила значну кількість нових законів.:89
Тоді магістрат-резидент подав імена трьох членів округу губернатору для окружної комісії при магістраті.:88 Вони складатимуться з одного британського підданого та двох бурів, одного з тих, хто здався на початку війни, а іншого, який воював до кінця.:90 Комісія мала б дві функції: одну — надавати допомогу та видачу пайків, спорядження, транспорту та орної худоби постраждалим від війни, а другу — розглядати претензії щодо відшкодування фактичних збитків, заподіяних під час війни.:90
У районах створювали репатріаційні склади, які комплектувалися продовольством, посівним матеріалом, сільськогосподарським інвентарем, транспортом, орною худобою, камінням і будівельним матеріалом.:90 Мережі залізничного транспорту було важко конкурувати з потребами армійського транспорту для утримання гарнізону та цивільними потребами для ремонту колонії.:89 Весь корм для транспортних тварин необхідно було доставити на склади, оскільки процес розпочався взимку 1902 року.:89 Біженців з концтаборів і військовополонених повертали до своїх районів призовною системою.:88 На складах вони отримають сільськогосподарське обладнання, намети та пайки, щоб знову почати і транспортувати до місця призначення.:88 Харчові пайки були забезпечені майже на рік.:88 Сім'ї отримають символічну дотацію незалежно від їхньої спроможності її повернути, а необхідні додаткові матеріали та обладнання були отримані за допомогою безвідсоткових позик, причому невеликі позики готівкою також не притягували відсотків, а більші позики залучали чотиривідсоткові відсотки через іпотеку.:90 Кредитна схема ніколи не збиралася компенсувати людині реальні втрати, зазнані війною.:90 Пошкодження та необхідність реконструкції відрізнялися від району до району.:91
У великих містах муніципальні або санітарні ради були «призначені» для управління ними під керівництвом місцевого магістрату.:95 Вони мали обмежені функції, і єдині ставки, які вони стягували, стосувалися санітарних функцій.:95 Протягом п'ятнадцяти місяців після закінчення війни муніципальна влада була ознайомлена з підготовкою до проведення чесних виборів на основі оцінки майна та створення списків виборців із поясненням процесу реєстрації англійською та голландською мовами.:95

### Економічні питання
Британські адміністратори мали намір повернути більшість бурських фермерів на їхні землі до березня 1903 року, витративши дев'ятнадцять мільйонів фунтів стерлінгів на відшкодування збитків від війни, гранти та позики.:266 Адміністратори реформували державні сільськогосподарські департаменти, щоб модернізувати сільське господарство в колонії, що призвело до надлишку кукурудзи та яловичини до 1908 року.:271 Вони також намагалися вирішити проблему бідних білих, поселивши їх як орендарів на державній землі, але брак капіталу та робочої сили спричинив провал цієї схеми.:269 Була зроблена спроба розмістити англійських поселенців на сільськогосподарських угіддях, щоб англізувати Трансвааль і збільшити англомовне населення, але це також не вдалось, оскільки ця політика залучила занадто мало поселенців.:269
До кінця 1901 року видобуток золота нарешті відновився на річці Ренд навколо Йоганнесбурга, фактично припинившись з 1899 року. За підтримки гірничих магнатів і британських адміністраторів виникла потреба відновити промисловість, але потрібна була робоча сила. Безпосередньо перед війною заробітна плата білих шахтарів була високою, і магнати не хотіли підвищувати заробітну плату, а оскільки заробітна плата чорних шахтарів була знижена до війни, а не збільшена, тому чорні робітники не були зацікавлені працювати на шахтах.:267 Некваліфікована біла праця була виключена, оскільки їхня заробітна плата була б надто високою для виконаної роботи, тому гірничі магнати та їхня Гірнича палата в 1903 році шукали альтернативну робочу силу у вигляді дешевих китайських робітників.:267 Законодавство про імпорт китайської робочої сили було внесено до Законодавчої ради Трансваалю 28 грудня 1903 року Джорджем Фарраром, обговорювалося протягом 30 годин і було успішно проголосовано після трьох читань 30 грудня 1903 року, набувши чинності в лютому 1904 року.:36 Підтверджена Законодавчою радою Трансваалю, призначеною Великою Британією та гірничодобувною промисловістю, вона окреслила надзвичайно обмежувальні трудові контракти для китайських робітників, і ця ідея була продана через кампанію страху, націлену на білих шахтарів щодо потреби в цій праці або зіткнулися з можливістю втрати гірничої справи та їхні робочі місця.:267 До 1906 року золоті копальні Вітватерсранд були повністю видобуті, а до 1907 року південноафриканські золоті копальні становили 32 % світового видобутку золота.:268 До 1910 року китайська праця закінчилася на Вітватерсранді, і обмежувальні закони про бронювання робочих місць, які забороняли китайським шахтарам виконувати певну роботу, були відтворені для чорних шахтарів.:268

### Політичні питання
З кінця війни в 1902 році політичне управління колонією Трансвааль контролювалося членами законодавчої та виконавчої ради, які призначалися британськими адміністраторами під керівництвом Альфреда Мілнера та міністра колоній у Лондоні.:269 У 1903 році три місця в Законодавчій раді Трансваалю було запропоновано Луїсу Боті, Яну Смутсу та Кусу де ла Рею, але вони відмовили британцям.:269 Через те, що англійські адміністратори не прислухалися до думки бурських генералів щодо китайської шахтарської праці, через переконання, що вони не представляють бурське населення, і через відсутність самоврядування, Луїс Бота та інші зустрілися в 1904 році на народному конгресі.:270 Результатом цього народного з'їзду стало об'єднання бурського політичного руху в Трансваалі в нову партію під назвою Het Volk у січні 1905 року Луїсом Ботою та Яном Смутсом.:270 Мета цієї нової партії полягала в пошуку примирення з Британією, яку підтримувала б британська опозиційна Ліберальна партія, і бурське самоврядування Трансваалю.:270
Англійські політичні рухи включали Трансваальську асоціацію відповідального уряду, Трансваальську прогресивну асоціацію та робочі групи в рамках Індустріальної робітничої партії.:270 Асоціація відповідального уряду Трансваалю була створена наприкінці 1904 року Е. П. Соломоном і складалася з вільного зібрання колишніх колоніальних і ПАР чиновників і алмазодобувних магнатів, робітників і бізнесменів.:167 Вони закликали дозволити колонії створювати власну політику та прагнути до самоврядування, а партію зрештою перейменувати на націоналістів.:168 Трансваальська прогресивна асоціація, сформована в листопаді 1904 р. і діяла з лютого 1905 р., мала подібний склад, але була пов'язана з самоуправлінням гірничодобувної промисловості та віддавала перевагу законодавчому органу, призначеному Верховним комісаром із сильними зв'язками з Великою Британією.:168 Їх очолювали Джордж Фаррар і Персі Фіцпатрік.:168
Пробурська ліберальна партія у Великій Британії прийшла до влади в січні 1906 року з новою політикою щодо двох колишніх бурських колоній, однією з яких було самоврядування.:270 Ян Смутс відвідав Лондон і зумів переконати новий уряд сформулювати систему, яка сприятиме бурам і Het Volk у новій політичній асамблеї.:270 Більш ніж через рік, у лютому 1907 року, відбулися вибори, на яких Het Volk балотувався з двох питань; Китайську працю необхідно було припинити, коли були знайдені нові джерела робочої сили та примирення з Британією, з якою вони сподівалися привернути голоси англійських робітників, а також продати себе як альтернативу шахтарській капіталістичній прогресивній партії.:270

## Вибори 1907 року
Вибори відбулися 20 лютого 1907 року, і Het Volk виграв вибори, зібравши 37 з 69 місць.:173 Було 43 кандидати, які отримали 34 місця, були отримані всі місця в країні, за винятком Барбертона, три місця в Преторії та чотири у Вітвотерсранді, причому три незалежні депутати приєдналися до правлячої партії.:173 Прогресивна партія висунула 34 кандидати та отримала 21 місце, двадцять у Вітватерсранді та одне в Преторії з п'ятьма Рендлордами, які виграли місця.:174 Інші партії включали націоналістів (стара Асоціація відповідального уряду Трансваалю), які отримали 6 місць, чотири у Вітватерсранді та два в Преторії, але їх лідер Річард Соломон не зміг отримати своє місце.:174 Трансваальська незалежна робітнича партія отримала три місця у Вітватерсранді після змагання за 14, але її лідер Фредерік Кресвелл не зміг отримати місце.:174
Луїс Бота став прем'єр-міністром Трансваалю та міністром сільського господарства, а Ян Смутс — міністром колоній.:270 Серед інших нових міністрів кабінету міністрів увійшли Дж. де Вільєрс, генеральний прокурор і копальні, Генрі Чарльз Халл, скарбник, Йоганн Ріссік, у справах землі та рідних, Гаррі Соломон займав громадські роботи та Едвард Рут як канчук.:174 Прогресистів в опозиції очолили б Джордж Фаррар і Ейб Бейлі як канчук опозиції.:174 Всі вони вперше зібралися в березні 1907 року. Після виборів 1907 року питання китайської шахтарської праці було переглянуто, і Гет Волк вважав, що робочої сили чорних і білих шахтарів достатньо.:174–5 Враховуючи економічні інтереси Трансваалю, Бота забезпечив поступову політику репатріації китайської робочої сили.:174–5
До 1908 року на виборах бури отримали контроль над колоніями Наталь, Оранжева річка та Трансвааль, але під британським впливом виникла необхідність об'єднати країну під одним урядом.:270

## Прогрес до Союзу

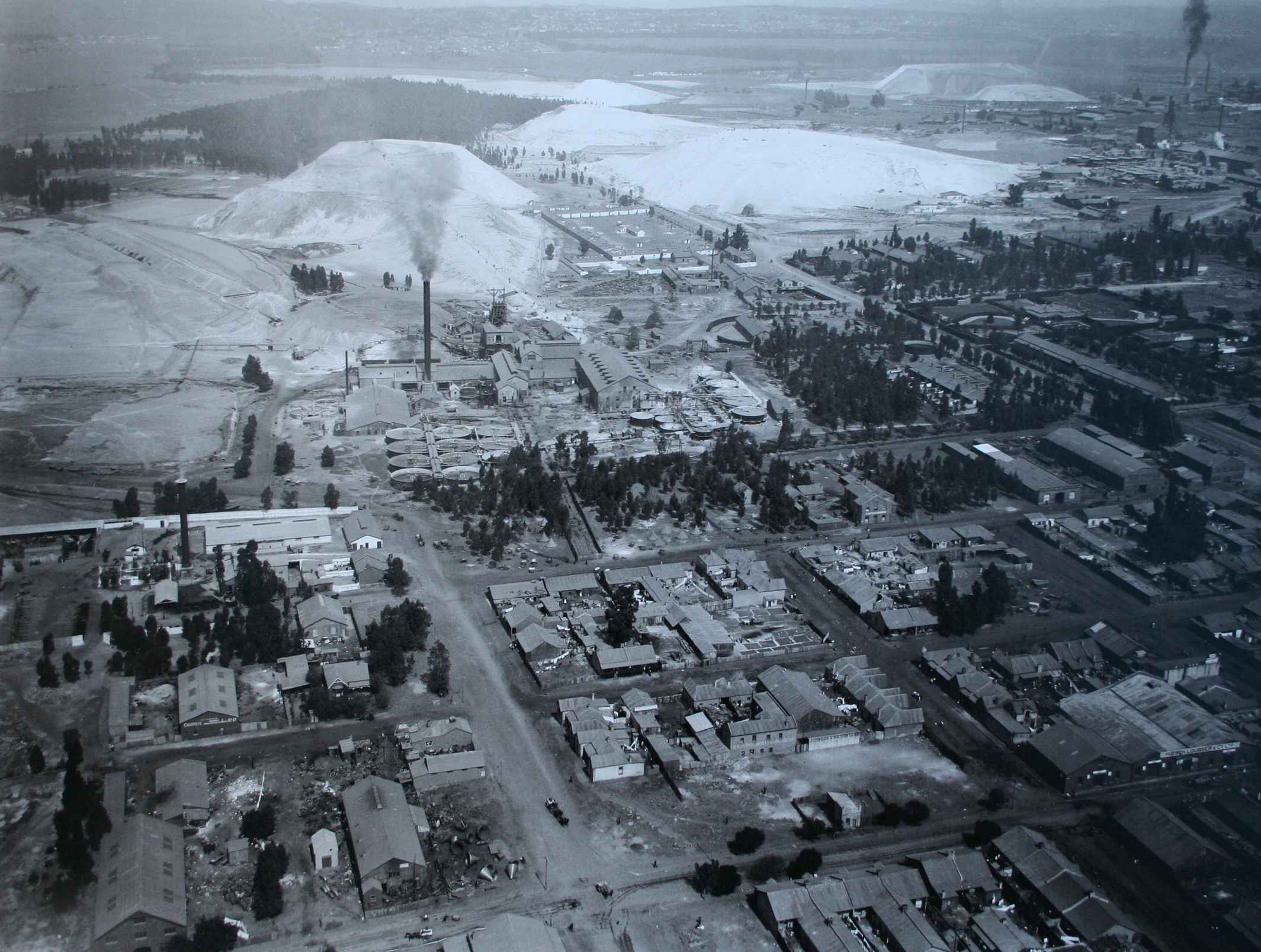
Аерофотознімок золотих копалень, зроблений Едуардом Спелтеріні в липні 1911 року

У травні 1908 року Ян Смутс, міністр колоній Трансваалю, запропонував зібрати представників усіх чотирьох колоній і ухвалити рішення щодо митної та залізничної угоди, а також включив пропозицію про призначення колоніями делегатів для обговорення конституції об'єднаної країни у формі Національний конвент.:149 Метою конвенту було знайти рішення політичних, расових та економічних проблем, з якими стикаються ці колонії, і знайти спільну мову між бурами та англійцями.:271 12 жовтня 1908 року тридцять делегатів чотирьох колоній зустрілися в Дурбані під головуванням сера Генрі де Вільєрса.:271 Дванадцять делегатів прибули з Капської колонії, вісім із Трансваалю та по п'ять з Оранжевої річки та Натальської колонії, що представляло зібрання шістнадцяти з англійського походження, а решта чотирнадцять — бурського походження.:271
Основні питання, які обговорювалися, стосувалися того, чи стануть чотири колонії країною, що складається з союзу чи федерації, кому буде дозволено голосувати, а також кількість виборців, які складатимуть виборчий округ у сільських і міських округах. Зрештою всі три цілі були досягнуті з Південною Африкою, щоб стати союзом, чого бажали як ліберальний британський уряд, так і Ян Смутс.:271 У питанні про надання виборчих прав темношкірим британський уряд був готовий прийняти останні побажання Національного конвенту.:271 Колонії Трансваалю, Оранжевої річки та Наталю не бажали чорних виборчих прав, тоді як Капська колонія хотіла зберегти ті обмежені права, які вона мала для всіх інших рас.:271 Було досягнуто компромісу, і всі побажання колоній щодо їхнього расового складу щодо надання виборчих прав були прийняті, хоча вони були скасовані більшістю у дві третини в обох палатах парламенту.:271 Що стосується мети сільських і міських виборчих округів, було вирішено дозволити на п'ятнадцять відсотків менше виборців для сільського місця, тоді як міське місце матиме на п'ятнадцять відсотків більше виборців.:271 Ця система для виборчих округів забезпечить домінування африканерів у політиці в наступні роки і стане однією з багатьох причин, чому Ян Смутс програв би вибори 1948 року, прийшовши до влади Д. Ф. Малана та поклавши початок апартеїду.:370 Результатами переговорів на Конвенті став проєкт Акту про Південну Африку, який було опубліковано для ознайомлення 9 лютого 1909 року.:281 19 серпня 1909 року Закон про Південну Африку був прийнятий палатами громад і став законом.:284
Щодо питання про надання виборчих прав темношкірим, погляди британців і бурів були схожі з Альфредом Мілнером, який заявив у своїй промові в 1903 році, що він вірить у перевагу білих і вважає, що чорна людина не готова правити, і таким же чином переконав колоніалів Міністра Джозефа Чемберлена дозволити майбутньому об'єднаному білому уряду вирішити питання про чорне голосування.:266

## Колоніальна адміністрація
До надання відповідального самоврядування 6 грудня 1906 року колонією керувала виконавча рада, призначена губернатором. Перший обраний кабінет міністрів колонії Трансвааль був сформований 4 березня 1907 року.

### Генеральний прокурор
| Генеральний прокурор  | Володіння                         | Примітки      |
| --------------------- | --------------------------------- | ------------- |
| Сер Річард Соломон    | 22 березня 1901 — 23 березня 1906 | [ 8 ] [ 9 ]   |
| Герберт Френсіс Блейн | 23 березня 1906 — 4 березня 1907  | [ 9 ]         |
| Якоб де Вільєрс       | 4 березня 1907 — 31 травня 1910   | [ 10 ] [ 11 ] |

### Секретар колоній
| Секретар колоній                       | Володіння                        | Примітки |
| -------------------------------------- | -------------------------------- | -------- |
| Джордж Фіддес (секретар адміністрації) | 22 березня 1901 — 21 червня 1902 | [ 8 ]    |
| Волтер Едвард Девідсон                 | 21 червня 1902—1903 рр           |          |
| Патрік Дункан                          | 1903 — 4 березня 1907            |          |
| Ян Смутс                               | 4 березня 1907 — 31 травня 1910  | [ 10 ]   |

### Національні справи
| Ім'я                                                   | Володіння                        | Примітки     |
| ------------------------------------------------------ | -------------------------------- | ------------ |
| Сер Годфрі Лагден (комісар у справах корінних жителів) | 22 березня 1901 — 4 березня 1907 | [ 8 ] [ 12 ] |
| Йоганн Ріссік (міністр у справах рідних)               | 4 березня 1907 — 31 травня 1910  | [ 10 ]       |

### Колоніальний скарбник
| Ім'я                  | Володіння                       | Примітки |
| --------------------- | ------------------------------- | -------- |
| Патрік Дункан         | 22 березня 1901—1903 рр         | [ 8 ]    |
| Вільям Лайонел Гіченс | 1903 — 4 березня 1907           | [ 13 ]   |
| Генрі Чарльз Галл     | 4 березня 1907 — 31 травня 1910 | [ 10 ]   |

### Землі
| Ім'я                                  | Володіння                       | Примітки |
| ------------------------------------- | ------------------------------- | -------- |
| Адам Джеймсон (Commissioner of Lands) | 21 червня 1902 — 4 березня 1907 | [ 8 ]    |
| Йоганн Ріссік (міністр земель)        | 4 березня 1907 — 31 травня 1910 | [ 10 ]   |

### Шахти
| Ім'я                                              | Володіння                       | Примітки            |
| ------------------------------------------------- | ------------------------------- | ------------------- |
| Вілфред Джон Вайберг (комісар шахт)               | 22 березня 1901 — 2 грудня 1903 | [ 8 ] [ 14 ] [ 15 ] |
| Горас Велдон (виконуючий обов'язки комісара шахт) | 2 грудня 1903 — 4 березня 1907  | [ 13 ]              |
| Якоб де Вільє (міністр шахт)                      | 4 березня 1907 — 31 травня 1910 | [ 10 ]              |

## Географія
Колонія Трансвааль лежала між річкою Ваал на півдні та річкою Лімпопо на півночі, приблизно між 22½ і 27½ пд.ш. і 25 і 32 сх.д. були Капська колонія, на заході — протекторат Бечуаналенд (пізніше Ботсвана), на півночі — Родезія, а на сході — Португальська Східна Африка та Свазіленд. За винятком південного заходу, ці кордони були здебільшого добре визначені природними особливостями. У межах Трансваалю лежить масив Ватерберг, видатна стародавня геологічна особливість ландшафту Південної Африки.
підрозділи:
- Зоутпансберг

Міста в колонії Трансвааль:
- Гейдельберг
- Йоганнесбург
- Мессіна
- Нельспрут
- Пітерсбург
- Преторія
- Вереенігінг

## Демографія

### Перепис 1904 року
Статистика населення за переписом 1904 року.
| Група населення | Номер     | Відсоток (%) |
| чорні           | 937,127   | 73,79        |
| білі            | 297,277   | 23.40        |
| кольорові       | 24,226    | 1.90         |
| азійці          | 11,321    | 0,89         |
| Всього          | 1 269 951 | 100,00       |